# 永和大陳義胞社區

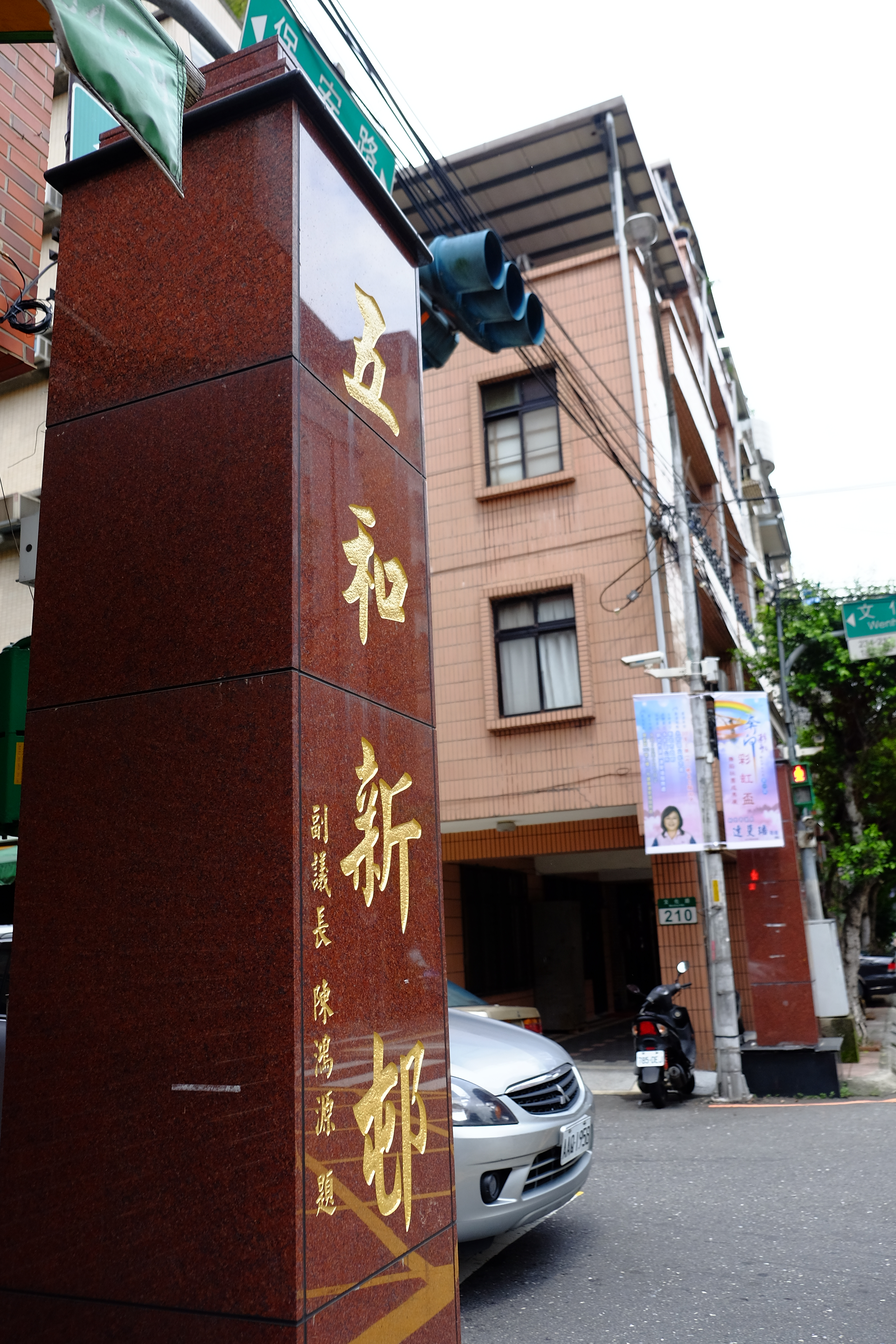
永和大陳義胞社區

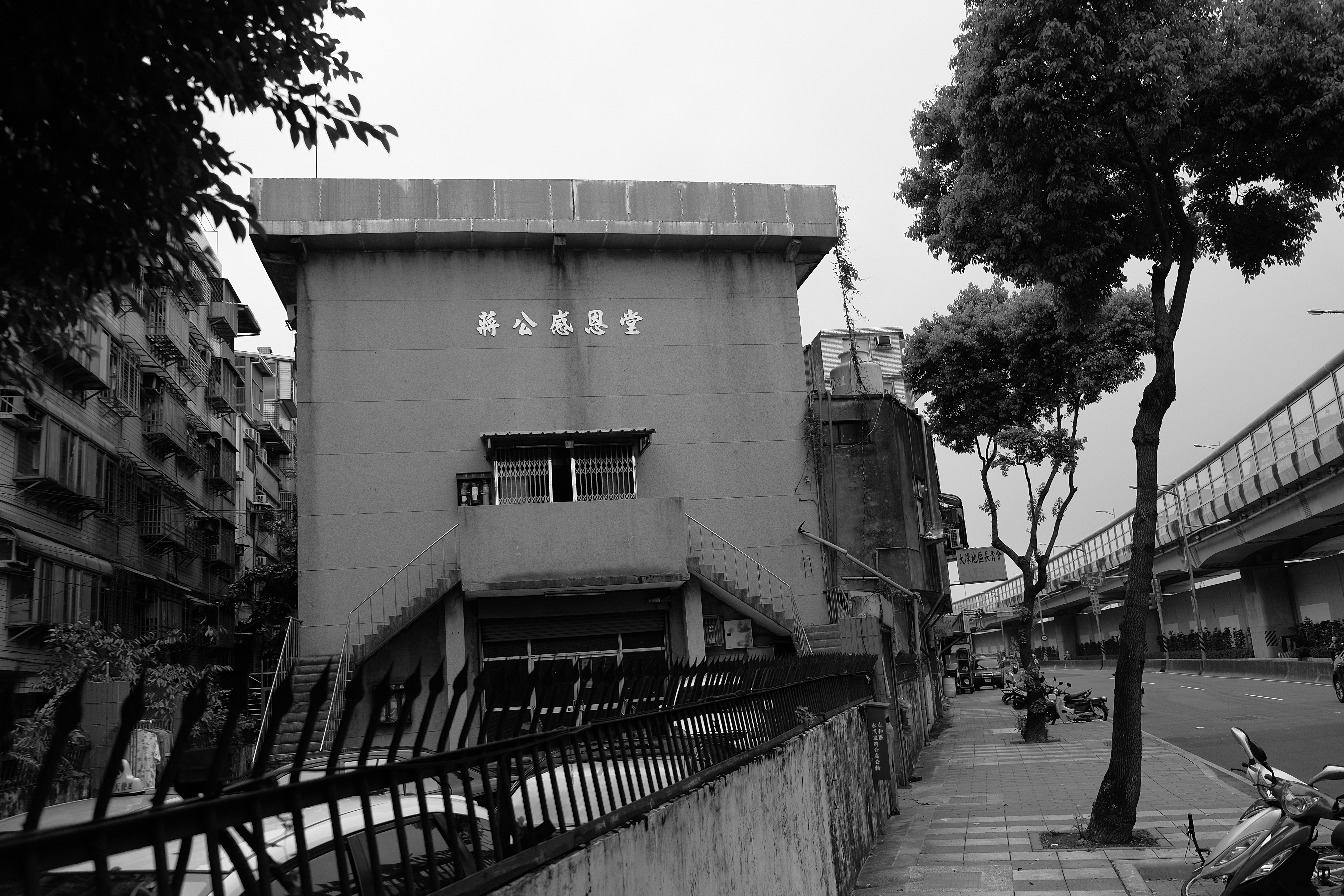
永和大陳義胞社區感恩堂

永和大陳義胞社區，又稱五和新村，為大陳島撤退居民在新北市永和區西北部的集中住宅區。

## 歷史
1955年大陳島撤退前，中華民國政府成立「大陳地區反共義胞來台輔導委員會」，以台灣省省主席與內政部部長為召集人，統合所有的安置作業。大陳義胞來到台灣後，首先接送到基隆市所設置的臨時招待所居住，做為臨時性安置，並開始選定大陳新村的位置，處理相關土地與房舍事宜。
後來決定將大陳義胞分批安置在各縣市，其中台北縣選定地為中和鄉龜崙蘭溪洲今西側河濱新生地。該地區在1958年中、永和分治時，改隸新成立的永和鎮，即今新北市永和區。

## 現況
大陳新村在經過五十多年的發展，各村因先天與後天的條件不同，發展情況各異，目前較完整的大陳新村主要為永和區的永和大陳義胞社區，全區約2.48萬坪。

### 公辦都更
2011年公辦都更，共分7單元，選定實施者為開晟建設，4年內即取得單元2全數180戶地主同意，約佔全區面積的13%，2016年1月動土，興建3棟地上28、29樓建物，單元1選定為遠雄建設將新建3棟39層，單元3選定為皇翔建設將興建33、34、35層3棟及9層市場棟。預計單元1、3、4、5、6及7，將於2016年內全部對外招商，藉由單元2成功經驗加速都更進程。

## 外部連結
- 中央研究院社會學研究所《追尋大陳社會文化網》國科會獎助計畫·2002年～2006年 （页面存档备份，存于）
- 《大陳義胞單元二公辦公聽會》新北市政府都市更新處 （页面存档备份，存于）
- 《擬定臺北縣永和市大陳義胞地區都市更新計畫》 （页面存档备份，存于）